# Aphis cichorea
Aphis cichorea är en insektsart. Aphis cichorea ingår i släktet Aphis och familjen långrörsbladlöss. Inga underarter finns listade i Catalogue of Life.